# Gady Costeff

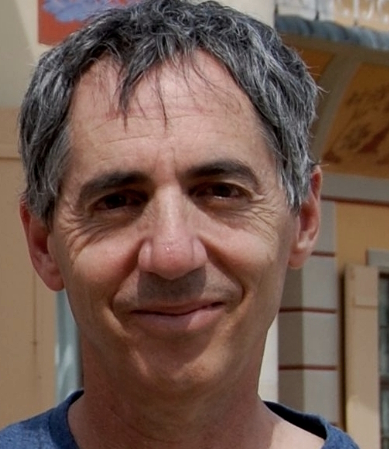
Gady Costeff

Gady Costeff (Be'er Sheva, 5 luglio 1967) è un informatico, manager e compositore di scacchi statunitense.

## Carriera nella composizione scacchistica
Costeff ha composto oltre 100 studi scacchistici nel corso della sua carriera, e nel 2008 gli è stato conferito il titolo di Maestro Internazionale FIDE di Composizione Scacchistica. Ha inoltre realizzato circa 30 problemi, spesso in collaborazione con altri compositori connazionali come Ofer Comay e Paz Einat. 
Ha ricoperto per molti anni il ruolo di redattore e direttore della rivista EG, pubblicazione interamente dedicata agli studi, curandone i contenuti analitici.
Costeff è noto nella comunità della composizione scacchistica per la sua propensione alla ricerca di task negli studi scacchistici. Ha lavorato per molti anni con l'obiettivo di realizzare un Babson Task completo in uno studio, raggiungendo inizialmente un risultato parziale (3/4 del tema) nel 1981, e infine riuscendo a ottenere un Babson completo nel 2011, ma in posizione illegale. La posizione è stata mantenuta segreta per oltre un decennio, nella speranza di trovare una soluzione al problema, finché Costeff ha deciso di pubblicarla sul numero 238 di EG, nell’ottobre 2024, ritenendo ormai impossibile poterla correggere in modo soddisfacente.
Costeff, contestualmente a tale pubblicazione, dichiarò nell'editoriale: «La posizione non è raggiungibile a causa di una singola cattura. [...] Ho composto questa posizione nel 2011 e ho cercato per un decennio di renderla legale. [...] Penso che sia interessante e che i lettori possano essere curiosi di vedere come appare un Babson completo in uno studio.»
In seguito alla pubblicazione di questo schema, il compositore italiano Daniele Guglielmo Gatti ha lavorato sulla stessa idea e ha pubblicato una versione corretta, legale ed economica sul numero 239 di EG (gennaio 2025). Gatti ha dedicato il suo lavoro a Costeff, riconoscendolo come fonte d’ispirazione.

## Sviluppo del CQL
Costeff ha inoltre co-sviluppato il Chess Query Language (CQL) — un motore e linguaggio di query per la ricerca di motivi ricorrenti all’interno di database di studi — insieme a Lewis Stiller. Rilasciato inizialmente come CQL5 (2003–2017), il progetto si è evoluto in CQL6, compatibile con i motori scacchistici moderni e dotato di filtri avanzati nonché supporto grafico attraverso VisualCQL6.2.

## Pubblicazioni
- Gady Costeff (2004). The Chess Query Language: CQL. ICGA Journal Vol. 27, N. 4.

- Gady Costeff (2006). How I Became A Great Composer. (EG Volume 11, pagg. 159–163, ARVES 2006).

- Gady Costeff (2024): One Endgame Study in a Thousand[9]

## Riferimenti
1. ↑  (EN) International masters – WFCC, su wfcc.ch. URL consultato il 19 luglio 2025.
2. 1 2 3   Eric, Chess Composers: May 7th, su Chess Composers, 6 maggio 2012. URL consultato il 19 luglio 2025.
3. ↑   www.arves.org - Costeff, Gady 1961, su www.arves.org. URL consultato il 19 luglio 2025.
4. ↑  (RU) Costeff=G — (+0810.24h1f1), su eg.org.ua. URL consultato il 19 luglio 2025.
5. 1 2   www.arves.org - Babson Task by Gady Costeff, su arves.org. URL consultato il 19 luglio 2025.
6. ↑   Harold Van Der Hejden, Editoriale, in EG (2025), n. 239.
7. ↑   www.arves.org - Chess Query Language 6, su www.arves.org. URL consultato il 19 luglio 2025.
8. ↑   CQL, su www.vlasak.biz. URL consultato il 19 luglio 2025.
9. ↑  (EN) One Endgame Study in a Thousand, su fidealbum e-shop. URL consultato il 19 luglio 2025.